# Phaula splendida
Phaula splendida är en skalbaggsart som först beskrevs av Maria Helena M. Galileo och Martins 1987.  Phaula splendida ingår i släktet Phaula och familjen långhorningar. Inga underarter finns listade i Catalogue of Life.